# 삼플루오르화 붕소
삼플루오르화 붕소(Boron trifluoride)는 화학식 BF
3를 갖는 무기 화합물이다. 이 자극성, 무색 및 독성 가스는 습한 공기 중에서 흰색 연기를 형성한다. 이는 유용한 루이스산이며 다른 붕소 화합물의 다용도 빌딩 블록이다.

## 구조와 결합
BF3 분자의 기하학적 구조는 삼각형 평면이다. D3h 대칭은 VSEPR 이론의 예측과 일치한다. 분자는 대칭성이 높기 때문에 쌍극자 모멘트가 없다. 분자는 탄산염 음이온인 CO2−
3와 등전자이다.
BF3는 일반적으로 루이스 염기에 대한 발열 반응에 의해 강화되는 설명인 "전자 결핍"이라고 한다.
삼할로겐화붕소인 BX3에서 B-X 결합의 길이(1.30Å)는 단일 결합에서 예상되는 것보다 짧으며, 이러한 짧은 것은 불소에서 B-X 파이 결합이 더 강하다는 것을 나타낼 수 있다. 손쉬운 설명은 불소 원자에 있는 3개의 유사한 방향의 p 오비탈의 동위상 조합과 붕소 원자의 p 오비탈의 대칭 허용 중첩을 불러온다. 다른 사람들은 BF3 결합의 이온 특성을 지적한다.